# Людовик Арман де Бурбон-Конти (1695)
Луи Арман II де Бурбон (фр. Louis-Armand de Bourbon, 10 ноября 1695, Версаль — 4 мая 1727, Отель де Невер) — французский принц крови из младшей линии Бурбонов, принц де Конти (1709—1727). Прочие титулы: принц Оранский, граф де ла Марш, д’Але, Бомон-сюр-Уаз и Пезенас, герцог де Меркер, сеньор де Л’Иль-Адам.

## Биография

### Семья и детство
Граф де Ла Марш родился 10 ноября 1695 года в Версальском дворце. в семье французского военачальника Франсуа Луи де Бурбона (1664—1709), принца де Конти и Марии-Терезы де Бурбон-Конде (1666—1732), дочери Анри-Жюля де Бурбон-Конде (1643—1709) и его жены Анны Баварской (1648—1723).
30 июня 1704 года 8-летний Луи Арман де Бурбон был крещён в Версале. Его крестными восприемниками стали французский король Людовик XIV и Мария Моденская, вдова короля Англии Якова II Стюарта. Горбатый принц отличался непривлекательной внешностью.
9 февраля 1709 года после смерти своего отца Луи Арман де Бурбон унаследовал титул и владения дома де Конти. 1 января 1711 года стал кавалером Ордена Святого Духа.

### Брак
9 июля 1713 года Луи Арман де Бурбон женился на своей кузине по материнской линии, Луизе Елизавете де Бурбон (1696—1775), дочери Луи де Бурбона (1668—1710), принца де Конде, и Луизы Франсуазы Нантской (1673—1743), дочери Людовика XIV и его фаворитки Мадам де Монтеспан. До этого невестой Луи Армана была её сестра Луиза Анна де Бурбон (1695—1758).
Бракосочетание состоялось в Версале и было частью двойного брака. В этот же день Мария Анна де Бурбон (старшая сестра принца де Конти) вышла замуж за Луи Анри де Бурбона, принца де Конде и герцога де Бурбона.
Другой кандидаткой в жены Луи Армана де Конти была Шарлотта Аглая Орлеанская (1700—1761), дочь герцога Орлеанского Филиппа де Бурбона и Франсуазы Марии де Бурбон, внебрачной дочери короля Франции Людовика XIV. Её кандидатуру предложил граф Шарль де Шароле, брат Луизы Елизаветы де Бурбон. Но Шарлотта Орлеанская отказалась, а король не поддержал этот союз. Шарлотта Аглая стала женой герцога Моденского в 1720 года. На свадьбе присутствовали Луи Арман де Конти и его жена Луиза Елизавета.
Луиза Елизавета, как известно, была неверна мужу и имела связь с маршалом Франции Филиппом Шарлем де ла Фаром (1687—1752), хорошо известном при королевском дворе. В августе 1716 года Луи Арман де Бурбон-Конти заболел оспой. Жена стала ухаживать за больным мужем, но вскоре сама заразилась, но смогла выздороветь.
Именно в это время Луи Арман узнал о романе Луизы Елизаветы с Филиппом Шарлем де ла Фаром. Супруги стали жить раздельно. Луиза Елизавета переселилась в Бурбонский дворец, который принадлежал её матери, затем жила в одном из монастырей в Париже. После рождения второго сына в 1717 году Луи Арман заявил ей, что не будет заботиться о ребёнке, так считает его не своим. Луиза настаивала, что это его сын. После длительного судебного процесса в 1725 году Луиза Елизавета согласилась вернуться к мужу в усадьбу Л’Иль-Адам.

### Карьера
Принц де Конти находился в хороших отношениях с королём Людовиком XIV и его племянником Филиппом Орлеанским. Он поддерживал шотландского финансиста Джона Ло и набивал благодаря этой связи карманы.
Во время регентства герцога Филиппа Орлеанского (1715—1723) Луи Арман де Конти входил в состав регентского совета и военного совета. В апреле 1717 года он получил должность губернатора провинции Пуату с жалованием в 45 тысяч ливров.
Под командованием маршала Виллара Луи Арман де Конти участвовал в войне за испанское наследство, но ему не хватало воинских качеств своего отца. 27 января 1719 года он получил чин генерал-лейтенанта королевской армии.
Скончался в особняке Конти в Париже в возрасте 31 года.

## Дети
- Луи де Бурбон (28 марта 1715 — 1 августа 1717), граф де Ла Марш
- Луи Франсуа де Бурбон (13 августа 1717 — 2 августа 1776), принц де Конти с 1727 года
- Луи Арман де Бурбон (19 августа 1720 — 13 мая 1722), герцог де Меркер
- Шарль де Бурбон (5 февраля 1722 — 7 августа 1730), граф д’Але
- Луиза Генриетта де Бурбон, мадемуазель де Конти (20 июня 1726 — 9 февраля 1759), супруга с 1743 года Луи-Филиппа де Бурбона (1725—1785), герцога Шартрского и будущего герцога Орлеанского.

## Титулы и стили
- 10 ноября 1695 — 9 февраля 1709 года — Его Светлость граф де Ла Марш
- 9 февраля 1709 — 4 мая 1727 года — Его Светлость принц де Конти